# Zhengdou
Zhengdou (kinesiska: 正斗, 正斗乡) är en socken i Kina. Den ligger i provinsen Sichuan, i den sydvästra delen av landet, omkring 470 kilometer väster om provinshuvudstaden Chengdu. Antalet invånare är 2127. Befolkningen består av 1 110 kvinnor och 1 017 män. Barn under 15 år utgör 25,0 %, vuxna 15-64 år 68 %, och äldre över 65 år 5,0 %.
Genomsnittlig årsnederbörd är 643 millimeter. Den regnigaste månaden är juli, med i genomsnitt 193 mm nederbörd, och den torraste är november, med 1 mm nederbörd.